# Congregacions de l'Orde del Cister
L'orde cistercenc s'organitza en congregacions monastiques i en alguns monestir autònoms, sense lligam amb cap congregació. Les congregacions són formades per abadies i priorats independents i per les cases que en depenen, sovint aquelles que han estat fundades a partir de la casa mare de la que depenen.
Després de la secularització del començament del segle xix, quan la branca masculina de l'orde fou pràcticament suprimida arreu d'Europa, a mitjan segle es tornà a restablir l'orde i se'n formaren noves congregacions. En 2010, l'orde comptava amb vint congregacions (s'ordenen per precedència, segons la seva antiguitat històrica; les dades estadístiques corresponen al final del 2008):
- Congregació de Sant Bernat o de Castella (Congregatio S. Bernardi seu de Castella), amb 15 cases, totes de monges cistercenques; l'abadessa general resideix a Santo Domingo de Silos de Toledo;
- Congregació de Sant Bernat a Itàlia (Congregatio S. Bernardi in Italia): fundada el 23 de desembre de 1947. Compta amb 11 cases masculines i 93 membres, 51 d'ells, sacerdots. L'abat president viu a l'abadia de la Madonna dei Lumi, a San Severino Marche;
- Congregació de la Corona d'Aragó (Congregatio Coronae Aragonum) fundada el 19 d'abril de 1616 i restaurada el 16 de juliol de 1987. Amb dos monestir masculins (Poblet i Solius, amb 38 membres, 17 d'ells sacerdots) i dos de femenins (Vallbona i Valldonzella). L'abat president resideix a Santa Maria de Poblet;
- Congregació de Mehrerau (Congregatio Augiensis), fundada el 10 de juliol de 1624. Amb set monestirs masculins (126 membres, 77 d'ells sacerdots) i 14 femenins. L'abat president viu a l'abadia territorial de Wettingen-Mehrerau, a Bregenz;
- Congregació de Maria Mitjancera (Congregatio B.M.V. Mediatricis), fundada el 28 d'agost de 1846. Amb dues cases masculines (amb sis membres, cinc d'ells sacerdots) i una femenina, totes als Països Baixos i Bèlgica;
- Congregació Austríaca (Congregatio Austriaca), fundada el 5 d'abril de 1859. Amb set monestirs masculins i 198 membres, 142 d'ells sacerdots. L'abat president viu a l'abadia de Zwettl;
- Congregació de la Immaculada Concepció (Congregatio Immaculatae Conceptionis), fundada el 24 d'agost de 1867. Compta amb cinc cases de monjos (82 membres, 28 d'ells sacerdots) i una de monges. L'abat president resideix a l'abadia de la Mare de Déu de Lerins, a Canes;
- Congregació Zircenca (Congregatio Zircensis), fundada el 27 de gener de 1923. Amb vuit monestirs masculins (83 membres, 67 d'ells sacerdots) i un de femení. L'abat president resideix a l'abadia de Zirc;
- Congregació del Puríssim Cor de Santa Maria Verge (Congregatio Purissimi Cordis B.M.V.), amb sis monestirs femenins.
- Congregazione de Casamari (Congregatio Casamariensis), fundada el 14 de desembre de 1928. Amb 18 monestirs masculins i 211 membres, 127 d'ells, sacerdots. L'abat president resideix a l'abadia de Casamari;
- Congregació de Maria Reina del Món o Congregació Polonesa (Congregatio B.M.V. Reginae Mundi), fundada el 1953. Amb deu monestirs masculins i 119 membres, 94 sacerdots. L'abat president viu a l'abadia de Mogiła a Cracòvia;
- Congregació Brasilera (Congregatio Brasiliensis), fundada el 29 de desembre de 1961. Amb tres monestirs masculins (53 membres, 24 d'ells sacerdots) i tres femenins. L'abat president resideix a l'abadia de Santa Cruz d'Itaporanga;
- Congregació de la Sagrada Família (Congregatio S. Familiae), fundada el 6 d'octubre de 1964. Amb onze comunitats masculines (675 membres, 117 d'ells, sacerdots) i tres de femenines. L'abat president resideix a l'abadia de Phuoc Son, a Ciutat Ho Chi Minh.

A més, hi ha dos monestirs masculins (amb onze religiosos: New Ringgold, a Pennsylvania, i Langwaden, Alemanya) i tretze de femenins, que no depenen de cap congregació.
Molts monestirs femenins autònoms, no vinculats a cap congregació ni monestir masculí, sinó dependents directament de les diòcesis, s'han agrupat en federacions, amb el mateix objectiu. Altres han creat noves congregacions:
- Federació de Monges d'Espanya (sota jurisdicció episcopal) (Foederatio Monialium Hispaniae (sub iurisdictione episcopi)), amb dos monestirs: Santa Lucía de Saragossa i Buenafuente del Sistal;
- Federació de Monges d'Itàlia (sota jurisdicció episcopal)(Foederatio Monialium Italiae (sub iurisdictione episcopi)), amb tres monestirs (L'Aquila, Viterbo i Santa Susanna de Roma).
- Congregació de Monges Cistercenques de Sant Bernat (Congregatio Monialium Cisterciensium de S. Bernardo), creada el 20 d'abril de 1995 a partir de la Federació de Monges Cistercenques de la Regular Observança de Sant Bernat a Espanya que agrupava els monestirs de l'antiga Congregació de Castella, amb 26 monestirs.

## Congregacions històriques desaparegudes
Cap al segle xv, el capítol general de l'orde va haver d'optar, donada l'extensió de l'orde per Europa, per un nou sistema d'organització i de visites. Es formaren llavors les províncies (controlades pel capítol general) i les congregacions, creades sense la intervenció del capítol general i desenvolupades amb gran autonomia, essent pràcticament independents. Les congregacions agrupaven monestirs d'un territori, habitualment. El capítol designava els visitadors per als monestirs aïllats; cada província tenia un visitador especial sota l'autoritat del visitador general.
Durant el segle xvi, les abadies que no pertanyien a cap congregació s'organitzaren en províncies o vicariats, sota l'autoritat del capítol general. Les províncies, de manera diferent al que passava als ordes mendicants, eren federacions de caràcter administratiu sense autonomia ni poder legislatiu. Cap al 1683, a més de les congregacions, hi havia 39 províncies.
L'origen de les congregacions autònomes estava vinculat als moviments de reforma, sovint locals, que desembocaven en la creació, pràcticament, de nous ordes monàstics, tot i que vinculats espiritualment al Cister. Així, els florians de Joaquim de Fiore a Calàbria o la congregació neerlandesa de Sibculo.
- Congregació de Castella (1437). La més antiga de les congregacions cistercenques fou la Congregació de l'Observança Regular de Sant Bernat o de Castella, creada per Martín Vargas, cistercenc provinent de l'Orde de Sant Jeroni i desitjós d'una reforma observant de l'orde. Després de viatjar a Itàlia en 1425, conclogué que calia eliminar el sistema d'abadies comandatàries i reformar l'orde com havien fet els benedictins italians amb Ludovico Barbo. Amb l'aprovació del papa Martí V, començà la reforma i la congregació en 1427 a l'abadia de Montesión de Toledo. Malgrat els conflictes amb el capítol general, que excomunicà el reformador, el papa Eugeni I aprovà la reforma i la nova Congregació de Castella en 1437, obligant al capítol general cistercenc a aprovar-ne l'organització, cosa que feu en 1438. Arribà a tenir 47 monestirs i més de mil monjos en acabar el segle xviii, i fou suprimida en 1835, llevat dels monestirs femenins (vuit, entre ells les Huelgas de Burgos, però amb influència sobre uns 14 monestirs autònoms més). Fins a la supressió, conservà l'ús de l'antic ritu cistercenc, que la resta de l'orde abandonà al segle xvii.

- Congregació de Sant Bernat (1497). Les abadies del nord d'Itàlia obtingueren en 1497 una butlla d'Alexandre VI que els autoritzava a formar una congregació autònoma amb monestirs de Llombardia i la Toscana, amb una organització similar a la de Castella. Com aquesta, tingué l'oposició del capítol general, que obligà al papa a revocar la butlla en 1500. Juli II tornà a crear la congregació, que podia convocar capítols independents i tenir visitants propis. Va arribar a tenir 45 comunitats, petites en la seva majoria.

- Congregació d'Alcobaça (1567). En 1532, Edmond de Saulieu, abat visitador de Claravall va trobar que calia reformar urgentment la disciplina monàstica dels monestirs portuguesos, en la línia que havia iniciat la Congregació de Castella. Saulieu A més, una congregació portuguesa serviria per neutralitzar la creixent influència de la castellana. Al davant hi havia l'abat d'Alcobaça; la reforma començà en 1540, quan el cardenal Enric de Portugal fou nomenat abat d'aquest monestir. La creació d'una congregació independent fou aprovada en 1567 per Pius V i confirmada el 1574 per Gregori XIII. Va tenir quinze monestirs masculins i tretze de femenins en 1815; suprimida en 1834. Entre 1596 i 1756 la congregació fundà dos monestirs i quatre comunitats de monges cistercenques reformades, anomenades Contemplatives Descalces. La reforma fou rigorosa i general, i als segles xvii i xviii, l'orde conegué un important auge espiritual i cultural.

- Congregació de Feuillant (1577). Fou una reforma observant de gran austeritat, iniciada per Jean de La Barrière, que tingué un gran èxit a França. Malgrat que sempre es reconegueren vinculats a l'Orde del Cister, formaren, de fet, un orde independent. En 1630, els fuliencs, per raons sobretot polítiques, es dividiren en dues branques independents:
  - Congregació de la Mare de Déu de Feuillant, amb 24 abadies franceses. Foren suprimits durant la Revolució francesa.
  - Orde dels Bernadins Reformats, amb els monestirs italians. Durant el primer terç del segle xix, s'integraren a la Congregació Romana.

Marguerite de Polastron fundà, en 1598 a Montesquion, un monestir de monges segons la reforma de Feuillant, que es traslladà a Tolosa. En 1622, se n'obrí un altre a París. Foren els únics monestirs de monges fulienques.
- Congregació de Calàbria i Lucània (1605). El mateix capítol general del Cister va promoure la creació de noves congregacions a Itàlia, la primera, a partir de set abadies del sud. Urbà VIII n'aprovà les constitucions en 1633, que establien capítols locals triennals. Les protestes de l'orde, però, feren que els béns materials de cada comunitat passessin a ésser propietat de la congregació. El petit nombre de nous monjos va provocar que la congregació fos sempre pobre i ja en 1686 s'encarregava a un visitador la reforma de totes les cases. En 1738 es reclamava una millor formació religiosa dels monjos.

- Congregació Romana (1613). Formada a proposta del capítol general, reunint les abadies dels Estats Pontificis i el Regne de Nàpols. Les constitucions foren aprovades per Gregori XV el 1623, amb reunions capitulars cada quatre anys.

- Congregació de la Corona d'Aragó (1613), promoguda pel mateix capítol que la romana i a demanda de Felip III d'Espanya. Reunia divuit monestirs masculins i nou de femenins de la Corona d'Aragó i Navarra; suprimida en 1835, llevat dels monestirs de monges. La congregació aragonesa restava sotmesa a l'autoritat del capítol general de l'orde, tot i que podia convocar capítols propis cada quatre anys.

- Congregació de l'Alta Alemanya (Congregatio Superioris Germaniae, 1618). Sempre romangué fidel a l'autoritat del capítol general de l'orde, com a conseqüència dels trastorns soferts per la Reforma protestant, que havia secularitzat moltes abadies i trencat els vincles entre les altres. Fou iniciada en 1595 a l'abadia bavaresa de Fiirstenfeld, on els abats reunits decidiren de formar una congregació, tot i que no es pogué fer immediatament. Es reuniren abadies de les regions de Renània i Baviera, mentre que les de Suïssa preferiren formar una congregació separada. Només en 1618, després d'una nova reunió a Salem, es formà la nova congregació. En 1790 tenia 46 monestirs masculins i 83 de monges; suprimida en 1806.[2] Va tenir una organització eficaç i assegurà una disciplina regular exemplar i una notable prosperitat de les comunitats. Fou la principal aliada del capítol general durant els conflictes plantejats per la voluntat de separació dels trapencs.

- Congregació de Polònia (1580). Tot i que es discuteix si realment formaren una congregació o només un vicariat, a la pràctica, els monestirs de Polònia, Bohèmia i Àustria van funcionar com a congregacions, amb capítols provincials i la promulgació de normes particulars. La polonesa va néixer en la reunió d'abats de Wongrowitz en 1580, que donà lloc a la promulgació de reglaments, els Statuta reformationis, que tendien a la reforma religiosa, sense entrar en una organització autònoma. Tenia 15 abadies masculines i cinc de monges.

- Congregació de Bohèmia (ca. 1613). Com la polonesa, era un vicariat. Consta en documents de 1613, com la d'Àustria, com una mena de federació. En 1616 convocà un capítol provincial d'abadies bohèmies a Praga, que aprovà un reglament que establia capítols cada quatre anys. La formaren una dotzena de monestirs de Bohèmia i Moràvia.

- Congregació d'Irlanda (1626). S'esmenta un vicariat d'Irlanda als capítols generals de 1613, 1618, 1623 i 1628. Les condicions de persecució i conflictes feien impossible una organització de les abadies irlandeses, fins a la pujada al tron de Carles I d'Anglaterra en 1625. Llavors, Urbà VIII autoritzà el 1626 la formació de la Congregació de Sant Malaquies i Sant Bernat, que estaria subordinada al capítol general, però que podria convocar capítols locals cada cinc anys. El primer capítol tingué lloc en 1638, però la guerra i la invasió d'Oliver Cromwell acabaren amb la congregació.